# Vila Industrial (Campinas)

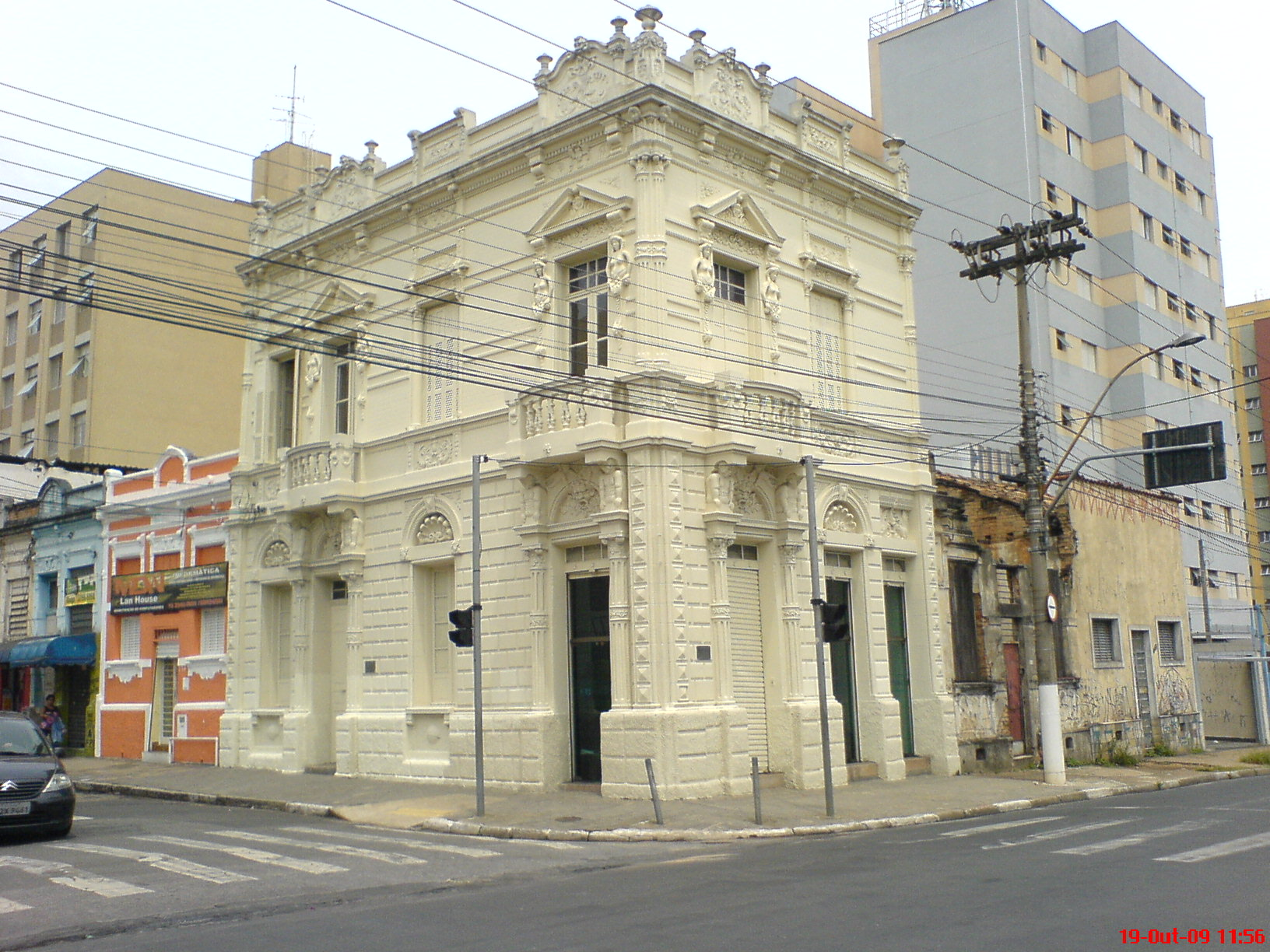
Imóvel Antigo na Vila Industrial próximo ao Centro de Campinas

Vila Industrial é um bairro da Zona Central de Campinas e ao lado do Centro. Ao norte está o complexo ferroviário no qual se localiza a Estação Cultura e o Centro de Campinas. Na parte mais a oeste da Vila Industrial está a nova estação rodoviária, o Terminal Multimodal Ramos de Azevedo, a faculdade Centro Universitário UniMetrocamp e a Paróquia São José. Sob uma parte do bairro passa o Complexo Viário Túnel Joá Penteado.
Ao norte da Vila Industrial está o Centro, ao sul o ficam Parque Itália e o São Bernardo, a leste a Ponte Preta, a sudeste o Jardim Leonor e a oeste estão a Vila Teixeira, a Vila Aurocan e o Jardim Miranda, na imediações do antigo Curtume Cantúsio.

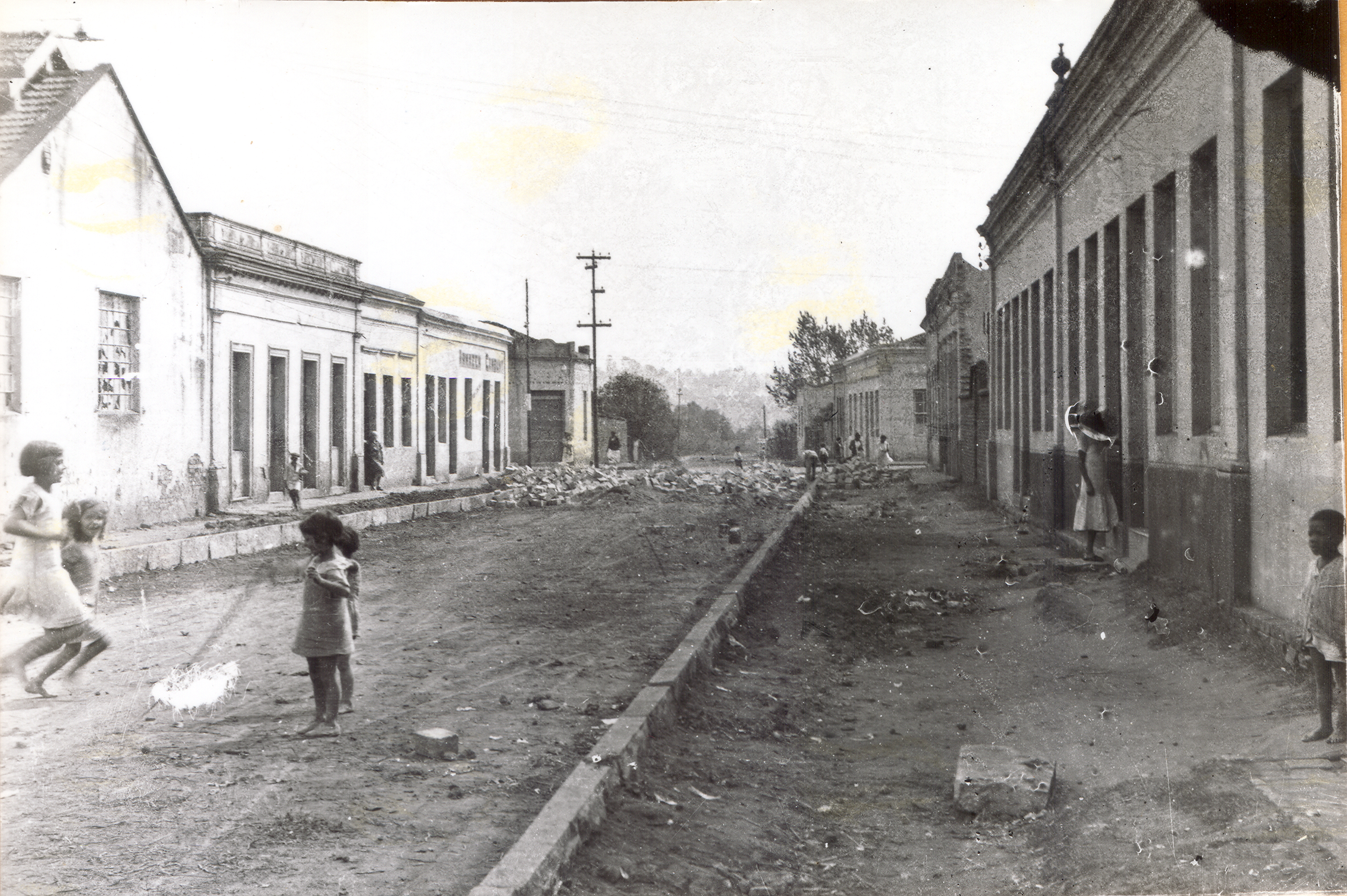
Rua no bairro Vila Industrial (1920)

## História
Trata-se de um dos primeiros bairros da cidade, formado ainda no século XIX. Nele se localiza a Vila Manoel Dias, reduto de operários, formada na década de 1930 e tombada como patrimônio histórico de Campinas.

## Bairros dentro da Vila Industrial
Em função do fato de Campinas não ter delimitação legal e precisa dos bairros, há bairros que são desconhecidos da população em geral, em função de seu pequeno tamanho:
1. Vila Rialto (é a região na qual se localiza o início da Av. das Amoreiras, próxima ao Parque Itália, já na Região Sul);
2. Vila João Jorge (região entre a Via Expressa Waldemar Paschoal, a linha do trem e a Av. João Jorge, onde se localiza o parque gráfico da Rede Anhanguera de Comunicação, que produz os jornais Correio Popular, Diário do Povo e Notícia JÁ);
3. Vila Satúrnia (pequeno bairro próximo ao São Bernardo e à Vila Teixeira).